# Waarde
Waarde est un village de la commune néerlandaise de Reimerswaal en Zélande. Le village compte 1 166 habitants (2006).
Le village a un caractère fortement protestant. Lors des élections municipales de 2006, le SGP a obtenu 48,1 % des voix et l'Union chrétienne 5,6 %. La majorité appartient à la Gereformeerde Gemeente locale. En outre, une grande partie est membre de la Protestantse Kerk in Nederland locale.
Waarde est située sur l'Escaut occidental. Il y a beaucoup de terres étendues autour de Waarde : le village a toujours eu un caractère agricole. Beaucoup d'habitants vivent encore de l'arboriculture fruitière : les pommes et les poires entre autres sont beaucoup cultivées. Il est remarquable que beaucoup d'habitants soient des entrepreneurs.
Beaucoup de gens viennent dans la région pour faire du vélo, se promener ou pêcher.
Waarde compte deux écoles primaires : l'école chrétienne D'n Akker, qui a fêté en 2005 ses 75 années d'existence, et l'école publique D'n Bogerd. Les deux écoles se jouxtent et utilisent la même cour de récréation. Le village compte un petit club de football et de tennis, mais il a perdu ces dernières années l'agence de la Rabobank, le bureau de poste et quelques magasins. Les habitants doivent se rendre au village voisin de Krabbendijke. La ligne de bus locale vers Krabbendijke et Kruiningen a été sauvée parce qu'un grand nombre d'usagers l'empruntent.

## Source
- (nl) Cet article est partiellement ou en totalité issu de l’article de Wikipédia en néerlandais intitulé « Waarde (Zeeland) » (voir la liste des auteurs).